# Camponotus fulvopilosus
Camponotus fulvopilosus  (лат.) — вид муравьёв рода кампонотус (Camponotus) из подсемейства формицины (Formicinae).

## Распространение
Африка: Ботсвана, Лесото, Намибия, ЮАР. Аридные пространства и саванны южной Африки.

## Описание
Муравьи среднего размера (около 1 см), основная окраска буровато-чёрная. Брюшко покрыто толстыми и грубыми золотистыми волосками. Ширина головы крупных рабочих от 3,05 до 5,79 мм, длина головы от 3,03 до 4,85 мм.
Проподеум округлый, без шипиков. Максиллярные щупики у самок, рабочих и самцов состоят из 6 члеников, а лабиальные — из 4. Глаза расположены позади средней линии головы. Места прикрепления усиков находятся на некотором расстоянии от заднего края наличника. Тазики задних ног сближенные. Усики 12-члениковые у самок и рабочих и 13-члениковые у самцов. Кончик брюшка открывается трубковидным отверстием (ацидопора), окруженным группой волосков. Стебелёк между грудкой и брюшком состоит из одного членика (петиоль), как правило, с вертикальной чешуйкой. Гнёзда в почве под камнями или под упавшими деревьями. Самки основывают новые колонии независимым способом, самостоятельно и без помощи рабочих. Вид был впервые описан в 1778 году шведским энтомологом Карлом де Геером. Включён в состав подрода Myrmopiromis и видовой группы Camponotus fulvopilosus species group вместе с видами C. brevisetosus, C. detritus и C. storeatus.